# أتحدى العالم (ألبوم)
اتحدي العالم هو البوم للفنان التونسي صابر الرباعي، تم إصداره عام 2004.

## قائمة الأغاني
- اتحدي العالم  - 4:58
- انا ياناس  - 5:04
- عزه نفسي  - 4:49
- لو لفيت الدنيا  - 4:01
- ماشالله عليها  - 3:47
- مثلت الحب  - 5:00
- منك لله  - 4:04
- ياحبيبي واحشني  - 5:42